# فورستيلا
فوريستيلا Forestella
```
(الكورية: 포레 스텔라) هي فرقة 
رباعية
 صوت كروس اوفر كورية جنوبية تم تشكيلها من خلال مسابقة 
JTBC
 للغناء 
Phantom Singer 2
 ، والتي تم بثها في عام 2017.
```

تم ترسيمهم عام 2018/3/14 اول ألبوم Evolution
اجتمعوا الفتيان الاربعة في برنامج اقصاء : Phantom Singer 2
ولقد فازو الفتيان في برنامج وتم ترسيمهم بمسمى فورستيلا غنائية فقط وليست راقصة
منذ ترسيمهم ، أصدروا ألبومين استوديو آخرين واكتسبوا تقديرًا عامًا لأدائهم في الأغاني الخالدة: غناء الأسطورة والمهرجانات والحفلات الموسيقية الأخرى
جولتهم العالمية الى امريكا وذهبوا الى دبي في حفل إكسبو العالمي